# Camptopoeum schewyrewi
Camptopoeum schewyrewi är en biart som beskrevs av Morawitz 1897. Camptopoeum schewyrewi ingår i släktet Camptopoeum och familjen grävbin. Inga underarter finns listade.